# Scopula graminaria
Scopula graminaria är en fjärilsart som beskrevs av Fisch-rössl. 1827. Scopula graminaria ingår i släktet Scopula och familjen mätare. Inga underarter finns listade.